# Événements du 23 mars 1965
Les évènements du 23 mars 1965 sont des protestations de rue dans plusieurs villes du Maroc ayant démarré à Casablanca. Il s'agit à l'origine d'une contestation estudiantine, qui s'est ensuite étendue aux franges défavorisées de la population. Le bilan est contesté : les autorités marocaines l'évaluent à une dizaine de morts, la presse étrangère et l'UNFP le chiffrent à plus de 1 000 morts.

## Contexte
Au début du mois de mars 1965, le ministre de l'Éducation nationale, Youssef Belabbès, est à l'origine d'une circulaire interdisant l'accès au second cycle des lycées aux jeunes de plus de 17 ans, écartant de fait 60 % des lycéens. Même si, à l'époque, le baccalauréat ne concerne qu'une infime partie de la population (1 500 par an), cela reste un symbole fort qui déclenche la mobilisation des étudiants.
Le mouvement lycéen est à l'époque très politisé. L'UNEM est un syndicat puissant, et bien qu'il n'agisse que dans le milieu étudiant, il possède des liens étroits avec l'UNFP.

### La journée du22 mars 1965
Le 22 mars 1965, des milliers de lycéens se retrouvent sur le terrain de football du lycée Mohammed-V. Vers 10 heures, ils sont déjà nombreux. Selon un témoin, « Il y avait au moins quinze mille lycéens » présents dès le matin.
Le but du rassemblement est d'organiser une marche pacifique afin d'interpeller l'administration sur l'atteinte à leur droit à l'enseignement public. Arrivée au niveau du centre culturel français, la manifestation est dispersée brutalement par les forces de l'ordre, sans pour autant que ceux-ci fassent usage de leurs armes à feu. Les lycéens sont, ainsi, repoussés vers les quartiers populaires, ce qui permettra leur rencontre avec les chômeurs. Ils se donnent rendez-vous dès le lendemain.

## La journée du23 mars
Le 23 mars, les lycéens se regroupent encore une fois sur le stade du lycée Mohammed-V. Ils sont rapidement rejoints par leurs parents, des ouvriers, des chômeurs ainsi que par des gens venus des bidonvilles. Mais cette fois-ci, le rassemblement n'a rien de pacifique. Les manifestants avancent en saccageant les magasins, en brûlant bus et voitures et en lançant des slogans hostiles au roi Hassan II.
Un témoin déclare : « J'ai vu des hommes, jeunes et vieux, qui attaquaient furieusement à coups de pierres et d'insultes, une caserne des forces auxiliaires près d'El Koréa, le bidon-marché des pauvres gens ; j'ai vu partout un bouillonnement grondant mais contrairement aux premiers jours de l'indépendance, on lisait la haine et le désespoir dans les yeux, au lieu d'y lire la joie et l'espoir… »
La répression ne se fait pas attendre, l'armée et la police sont mobilisées. Les chars d'assaut mettent deux jours à venir à bout des manifestants et il est rapporté que le général Oufkir en personne n'hésite pas à mitrailler la foule depuis un hélicoptère.
Le roi impute la responsabilité des évènements aux enseignants et parents. Il déclare, dans un message à la nation le 30 mars 1965 : « Permettez-moi de vous dire qu'il n'y a pas de danger aussi grave pour l'État que celui d'un prétendu intellectuel. Il aurait mieux valu que vous soyez tous illettrés. »

## Conséquences
À la suite des évènements du 23 mars, Hassan II tente de réagir en recevant à Ifrane une délégation de l'UNFP, dont font partie notamment Abderrahim Bouabid, Abdelhamid Zemmouri et Abderrahman Youssoufi. Il leur propose de former un gouvernement et leur demande de transmettre ce message à Mehdi Ben Barka. Mais par la suite ces discussions ne se traduisent par aucune action concrète.
En juin de la même année, Hassan II déclare l'état d'exception. L'UNFP critique alors cette mesure et le 29 octobre 1965, Mehdi Ben Barka est enlevé et assassiné à Paris,.
En référence à ces événements, des membres de l'UNFP créent par la suite une organisation marxiste-léniniste, le Mouvement du 23 mars, qui donne elle-même naissance plus tard en 1983 à l'Organisation de l'action démocratique populaire, l'une des composantes fondatrices du Parti socialiste unifié. Parmi les personnalités qui ont milité dans ce mouvement, on trouve l'homme politique Mohamed Bensaid Aït Idder, le chercheur et auteur Abdelghani Abou El Aazm, la conseillère d'entreprises Amal Cherif Haouat, mais aussi l'homme politique belge Mohamed Daïf.